# Jakobsbrunnen

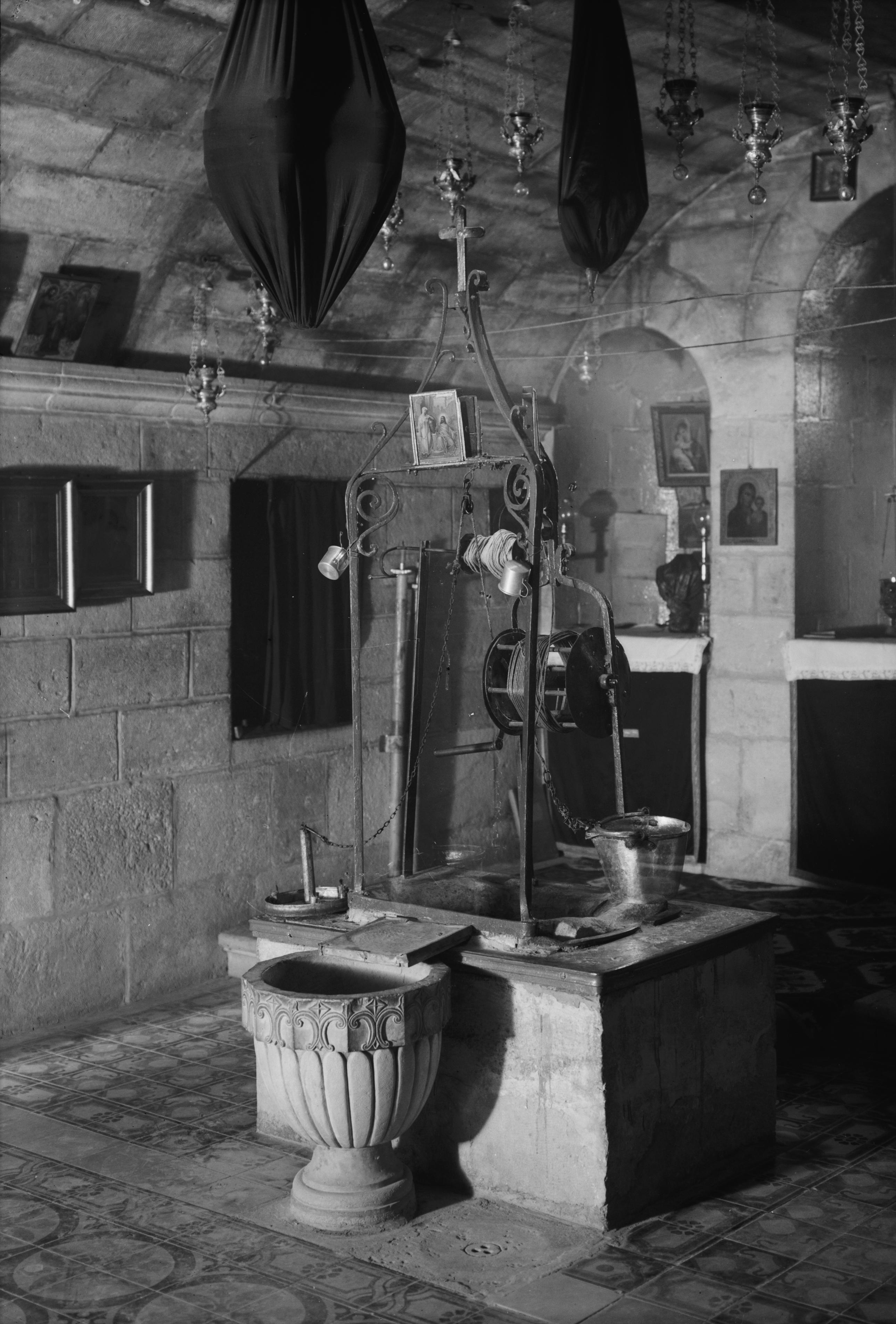
Jakobsbrunnen, zwischen 1934 und 1939

Der Jakobsbrunnen ist ein Brunnen in Samarien am Fuß des Berges Garizim in der Nähe von Sichem (heute Nablus). Die Ortstradition geht auf Angaben aus der Bibel (Gen 33,18–19 ) zurück.

## Biblische Tradition

### Tanach (Altes Testament)
Der israelitische Stammvater Jakob kaufte laut Gen 33,19  ein Grundstück bei Sichem am Fuß des Garizim. Dieses Grundstück übertrug er seinem Lieblingssohn Josef und dessen Nachkommen, namentlich Efraim (Gen 48,21–22 ). Auf dem gleichen Grundstück fand Josef später seine letzte Ruhestätte (Jos 24,32 ).
Der Berg Garizim ist theologisch darüber hinaus bedeutsam, weil nach Dtn 27  und Jos 8,33  von der Berglehne des Garizim Segensworte über die Versammlung der Stämme Israels ausgesprochen wurden. Aus diesem Grund ist er ein Heiligtum der Samaritaner. Vom Abhang des gegenüberliegenden Ebal hingegen wurden Gerichtsworte angedroht.

### Neues Testament

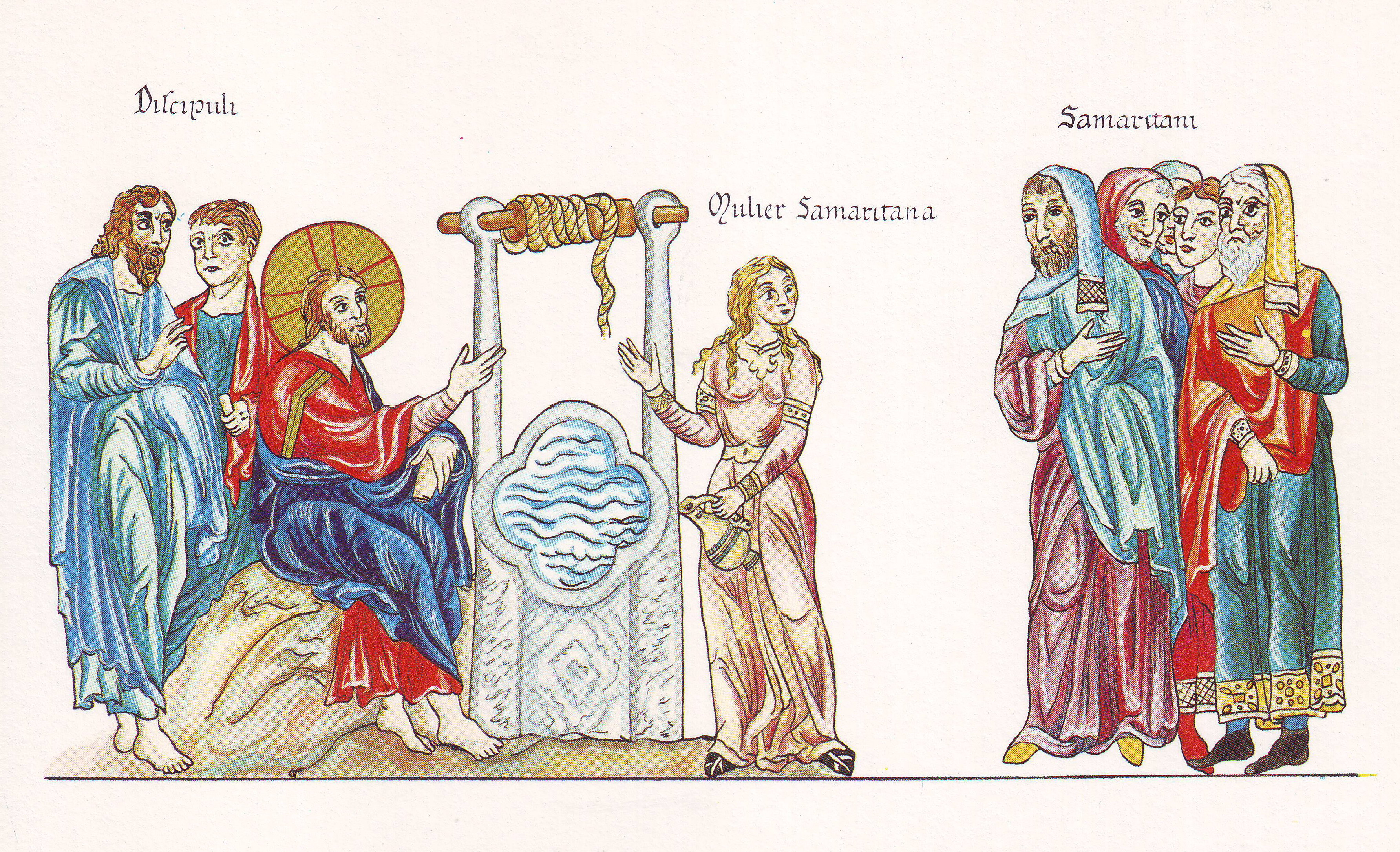
Jesus und die Samariterin am Jakobsbrunnen – Darstellung aus dem Hortus Deliciarum der Herrad von Landsberg (um 1180)

Nach dem Johannesevangelium (Joh 4,5–6 ) soll Jakob auf diesem Grundstück einen Brunnen gegraben haben. Dieser Brunnen wird sonst in der Bibel nicht erwähnt, lediglich in Dtn 33,28  wird Israel als „Quelle Jakobs“ bezeichnet. Auch außerbiblisch gibt es für seine Existenz keine Belege.

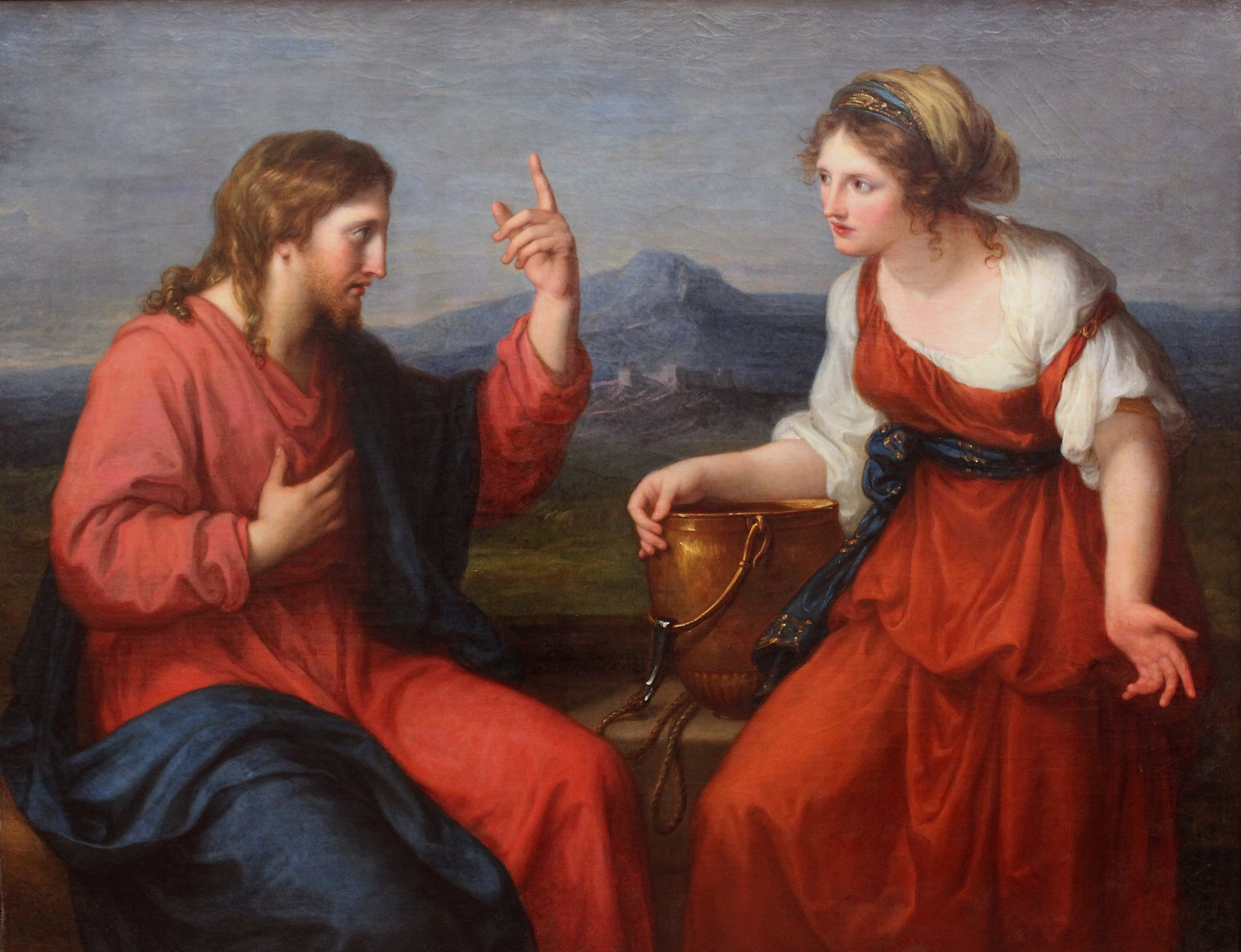
Jesus und die Samariterin (Gemälde von Angelika Kauffmann 1741–1807)

In Joh 4,5–26  wird erzählt, wie Jesus von Jerusalem nach Galiläa unterwegs ist. Er ruht sich dabei am Jakobsbrunnen bei Sychar aus. Dort kommt es zur Begegnung mit einer samaritanischen Frau, die in ein theologisches Gespräch mündet, wobei die Frau als Repräsentantin ihres Volkes, der Religionsgruppe der Samaritaner, erscheint. Im Gespräch wird neben der Bedeutung Jesu als dem Geber von „lebendigem Wasser“ auch das Verhältnis zwischen Juden und Samaritanern erörtert. Das Südreich Juda und das Nordreich Israel, für das auch der Name „Josef“ als Synonym steht, waren nach der Spaltung des Volkes Israel seit der Regentschaft Rehabeams, einem Sohn Salomos, verfeindet. Den Juden in neutestamentlicher Zeit galten die Samaritaner wegen der Vermischung mit anderen Religionen als quasi-heidnisch (vgl. auch Lk 10,30–37 ). Oft wird die von Jesus bei Johannes aufgedeckte Beziehung der Frau zu fünf Ehemännern (Joh 4,16–19 ) als symbolischer Ausdruck dieses religiös ausschweifenden Lebens gedeutet. Insofern kann auch dem Ort des Geschehens symbolische Qualität beigemessen werden, da der Jakobsbrunnen im Stammvater Jakob (= Israel) die gemeinsame Vergangenheit des ganzen Volkes Israel repräsentiert und Jesus sich der Frau dort als Messias sowohl der Juden als auch der Samaritaner offenbart (Joh 4,23–26 ).

### Ikonographie
Das „Wasser des Lebens“ wurde in der biblischen Exegese schon seit frühchristlicher Zeit auf die Taufe bezogen. Vor diesem Hintergrund fand es Eingang in die Bilderzyklen der kirchlichen Wandmalereien und Miniaturen liturgischer Handschriften, z. B. von Evangeliaren, da es am Freitag nach dem 3. Fastensonntag als Evangelium verlesen wurde. Christus ist meist in lehrhaftem Gestus neben dem Schöpfbrunnen stehend oder auf seinem Rand sitzend gegeben, die Samariterin oft mit einem Krug charakterisiert, bis zum Ende des Mittelalters auch häufig mit den bereits hinzugetretenen Jüngern. Seit der Renaissance konzentriert sich das künstlerische Interesse in der Malerei auf das dialogische Gegenüber der beiden Hauptakteure. Bis ins 17. Jahrhundert bleibt es ein wichtiges Thema. Im 19./20. Jahrhundert wird es seltener und wenn, dann im Sinne der mittelalterlichen Tradition verbildlicht.

### Kirchliche Tradition
In der Tradition der orthodoxen Kirchen ist die in der Bibel namenlose Frau vom Jakobsbrunnen als Photina bekannt. 

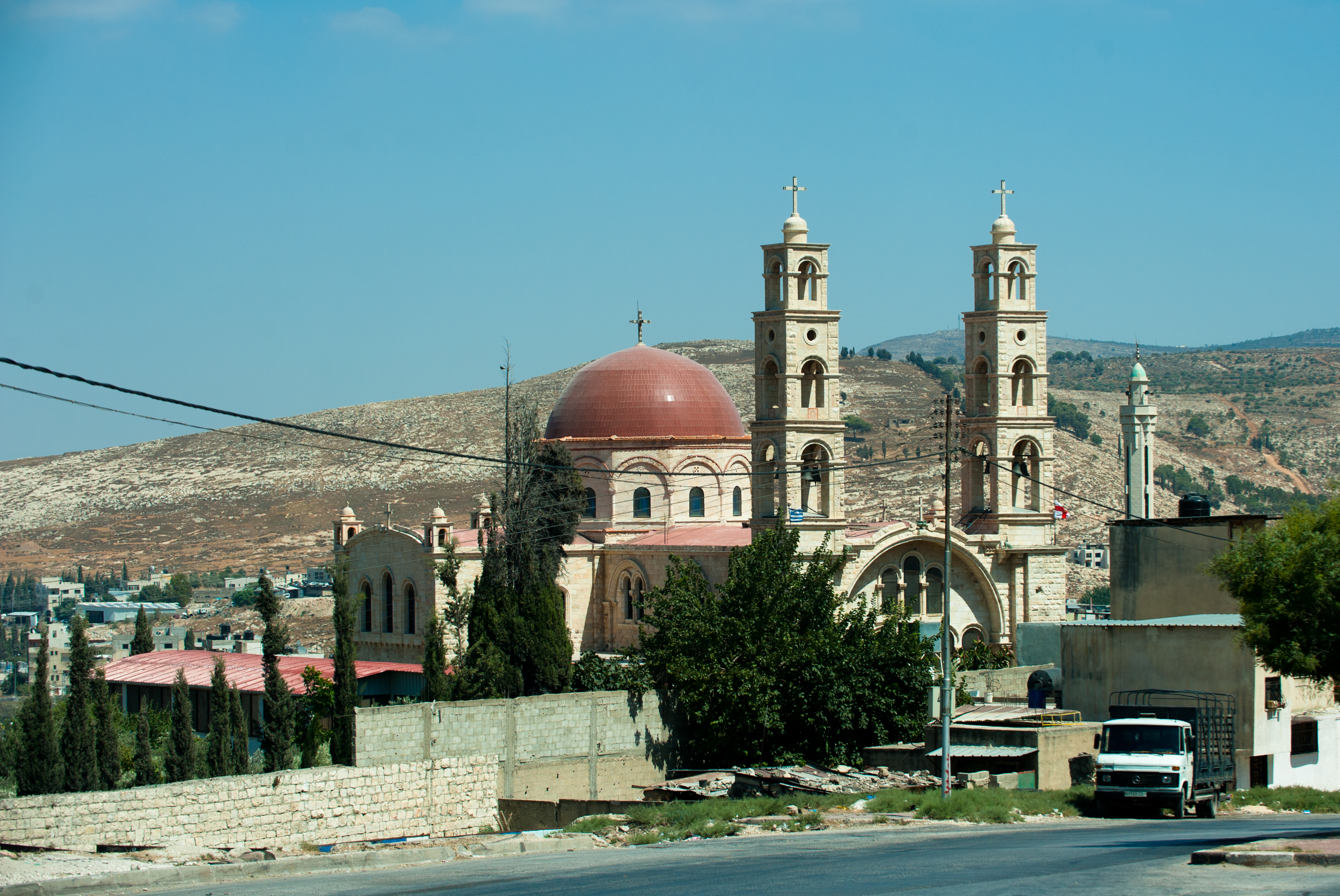
Blick zum fünften Bau der St.-Photina-Kirche der griechischen Orthodoxie über dem Jakobsbrunnen

Seit dem 4. Jahrhundert n. Chr. wurde der Brunnen – mit Unterbrechungen – in fünf christliche Kirchengebäude integriert. Eine frühbyzantinische Kirche wurde vermutlich in den Samaritaner-Aufständen des 5. Jahrhunderts zerstört. Im 6. Jahrhundert wurde unter Justinian I. eine neue Kirche errichtet und stand wohl mindestens bis ins 9. Jahrhundert, ihr genaues Schicksal ist unbekannt. Eine dritte Kirche im westlichen Baustil wurde wohl 1175 von den Kreuzfahrern errichtet und bereits zwölf Jahre später von den islamischen Eroberern wieder zerstört. 1860 kaufte das griechisch-orthodoxe Patriarchat von Jerusalem das Gelände und errichtete wieder eine Kirche, die 1927 einem Erdbeben zum Opfer fiel. Nach einem Wiederaufbauprojekt unter Leitung des örtlichen Priesters Abuna Justinus steht heute eine fünfte, wiederum griechisch-orthodoxe Kirche an der Stelle. Der Brunnen ist über die Jahrhunderte abgesunken und befindet sich in der Krypta der Kirche, einige Meter unter dem Bodenniveau.